# Джолтай
Джолтай (на румънски: Joltai) е село в автономния район Гагаузия в южна Молдова. Населението му е около 2278 души (2004).
Разположено е на 100 m надморска височина в Черноморската низина, на 10 km югозападно от границата с Украйна и на 21 km югоизточно от град Комрат. Селото е основано от гагаузки преселници от Балканите. Според Константин Иречек, през XIX век селото е населено с български колонисти в Бесарабия.